# سیاست اقتصادی
سیاست اقتصادی اقداماتی است که حکومت‌ها در خصوص اقتصاد انجام می‌دهند. این سیاست نظاماتی برای سطوح مالیات، بودجه‌های دولتی، نقدینگی و نرخ بهره و نیز بازار کار، ملی‌سازی و بسیاری از زمینه‌های مداخلهٔ دولت در اقتصاد تعیین می‌کند. این سیاست‌ها تحت تأثیر سازمان بین‌المللی مانند صندوق بین‌المللی پول یا بانک جهانی و نیز عقاید سیاستی و خط مشی احزاب سیاسی هستند.